# Локалитет преко Слатине у Омољици
Локалитет преко Слатине у Омољици, насељеном месту на територији града Панчева представља непокретно културно добро као археолошко налазиште.
Најзначајнији налази су остаци темеља једнобродне цркве са полукружном апсидом, јужно од цркве остаци темеља грађевине од опеке и малтера у облику базена за воду, а око цркве насеље и гробље из периода 12—13. века. 
Црква је имала један брод и дубоку, потковичасту апсиду. Дужина цркве је 12m, а ширина 6,4m, оријентисана је у правцу североисток–југозапад. Темељи цркве су ширине 1,1–1,3m и откривени на дубини од 30–40cm од површине тла, непосредно испод слоја орања. Око цркве истражено је 158 гробова. Покојници су укопавани у гробне раке правоугаоног облика. Значајну карактеристику гробља чине прилози: новац који је најчешће стављан покојнику у уста или у врећицу од коже поред главе, као и налази наушница, прстења и огрлица од перли. Откривен је до сада непознати тип наушнице на територији Србије – од сребра са филигрански ажурираним јагодама и две купе од тордиране жице са гранулама.
Изградња и трајање цркве и време сахрањивања одређени су на основу налаза новца и накита у период друге трећине 12. века и прве половине 13. века, а црква је срушена у време најезде Монгола 1242. године и више није обновљена.